# Devil’s Highway

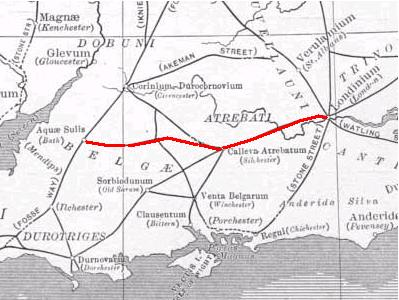
Der römische Straßenverlauf von Londinium (London) nach Aquae Sulis (Bath)

Der Devil’s Highway war eine römische Straße in England, die Londinium (London) über Pontes (Staines-upon-Thames)  mit Calleva Atrebatum (Silchester)  verband. Eine Brücke bei Pontes kreuzte die Themse möglicherweise bei Church Island . Bei Calleva teilte sich die Straße in drei Straßen: den Port Way nach Sorviodunum (Old Sarum), den Ermin Way nach Glevum (Gloucester) und die Straße nach Aquae Sulis (Bath).
Der Abschnitt der Straße in London wurde wiederentdeckt, als Christopher Wren die Kirche St Mary-le-Bow 1671–73 nach dem Großen Brand von London wieder aufbaute. Moderne Ausgrabungen datieren ihren Bau auf den Winter 47 bis 48 nach Christus. Nahe London war die Straße zwischen 7,5 m und 8,7 m breit und mit Schotter bedeckt. Sie wurde wiederholt instand gesetzt, darunter mindestens zweimal vor dem Einfall von Boudicca in den Jahren 60 oder 61. Die Straße verlief gerade von der Themse zum späteren Newgate  in der London Wall und dann weiter über Ludgate Hill und den Fleet . Dann teilte sie sich in den Devil’s Highway und den nordwestlichen Teil der Watling Street nach Verulamium (St Albans).